# Kawasaki Heavy Industries
Kawasaki Heavy Industries (KHI; em japonês: 川崎重工業株式会社; romaniz.: Kawasaki Jūkōgyō Kabushiki-gaisha) é uma empresa multinacional japonesa fabricante de motocicletas, motores, equipamentos pesados, equipamentos aeroespaciais e de defesa, material rodante e navios. A KHI é conhecida como uma das três maiores fabricantes de produtos industriais pesados do Japão, ao lado da Mitsubishi Heavy Industries e da IHI.
A empresa também atua na produção de robôs industriais, turbinas a gás, bombas, caldeiras e outros produtos industriais. 

## Galeria

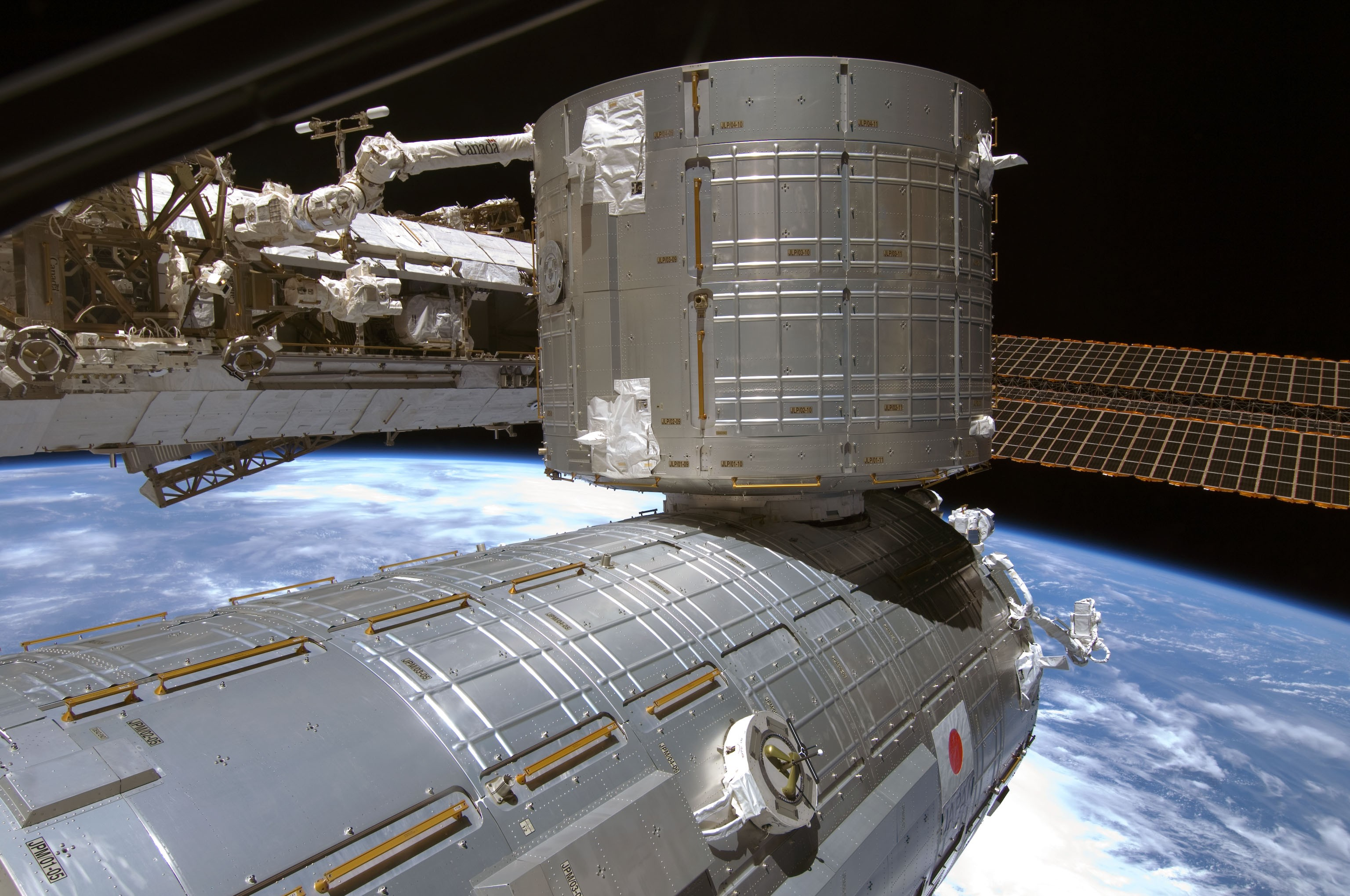
O módulo de experimento japonês Kibō (em japonês: きぼう, 'Hope')
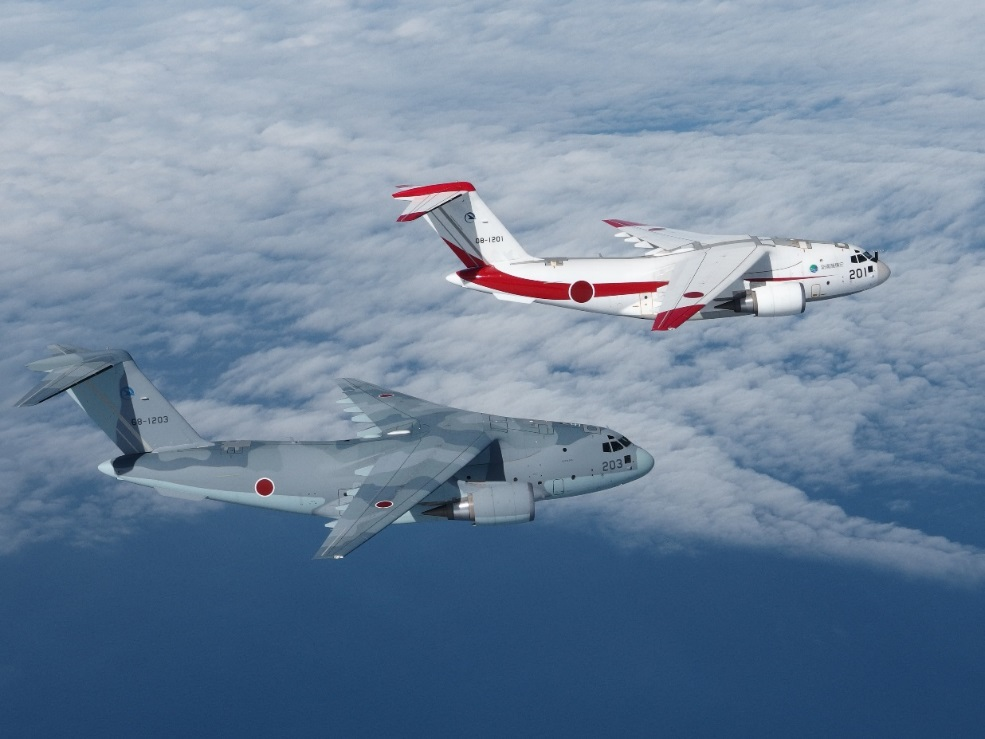
Avião de transporte militar Kawasaki C-2
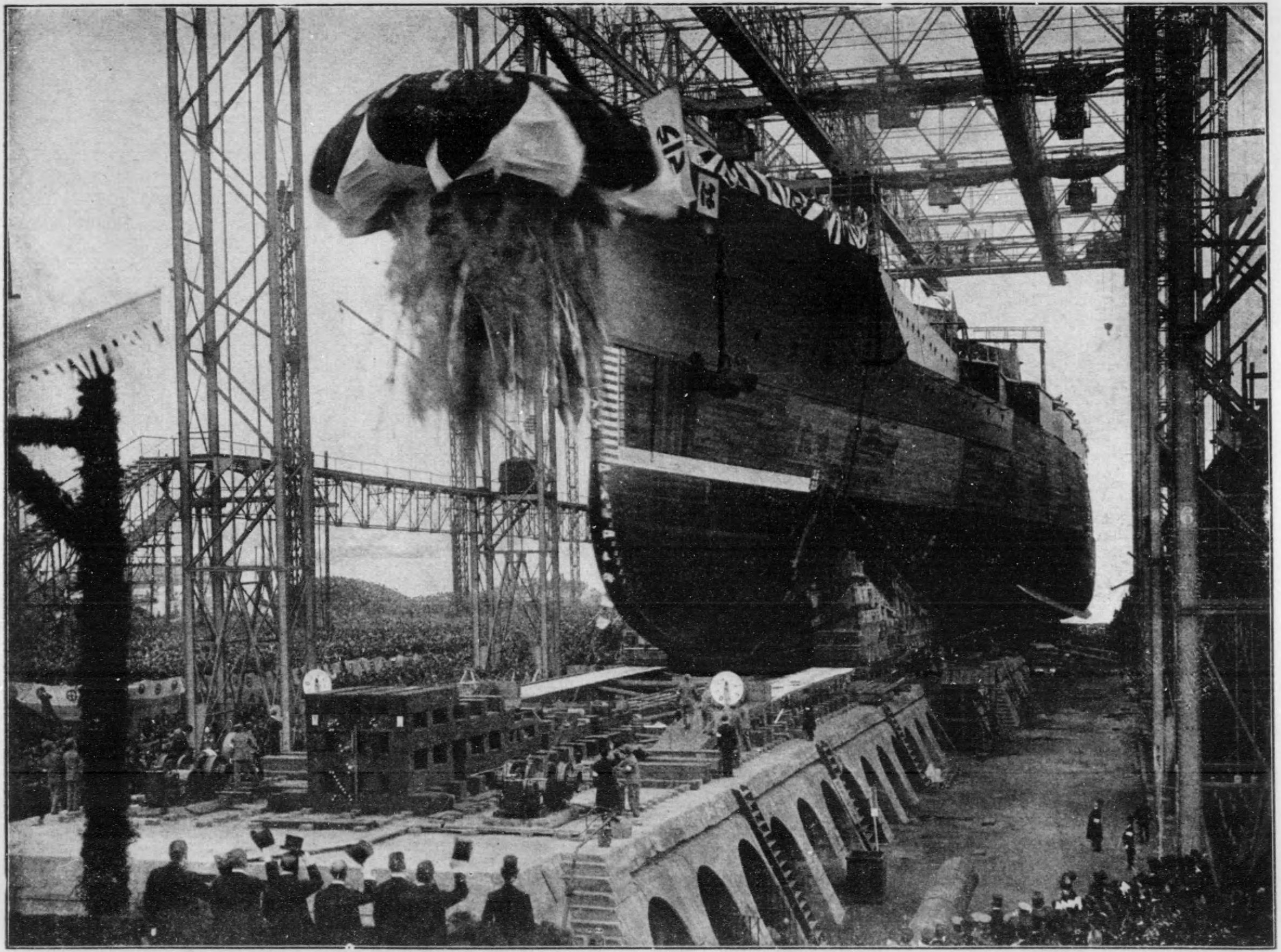
Lançamento do navio de guerra Haruna no Estaleiro de Construção Naval de Kawasaki, Kobe, 1913
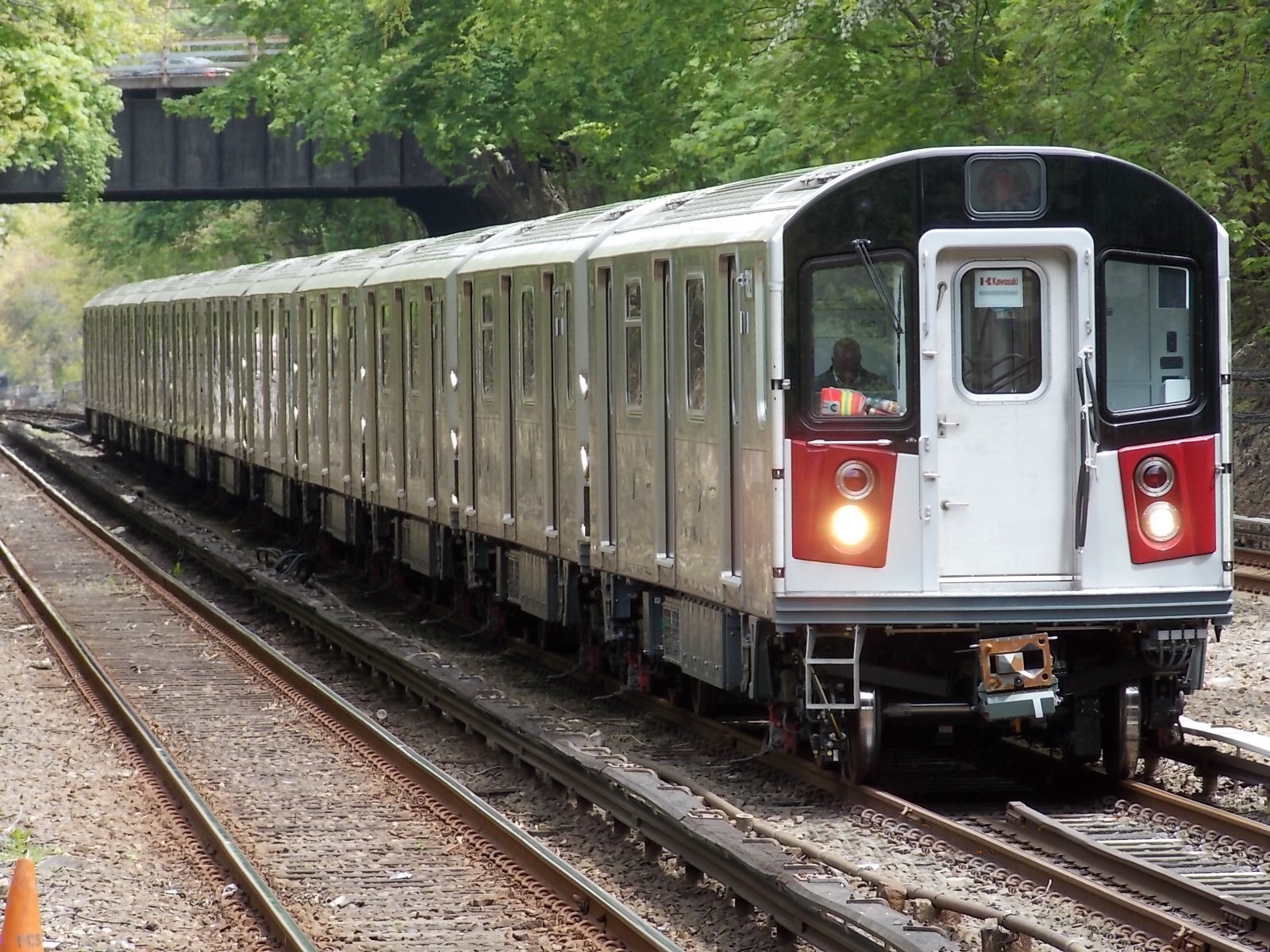
Um trem de vagões Kawasaki R188 na linha 7 do metrô de Nova York
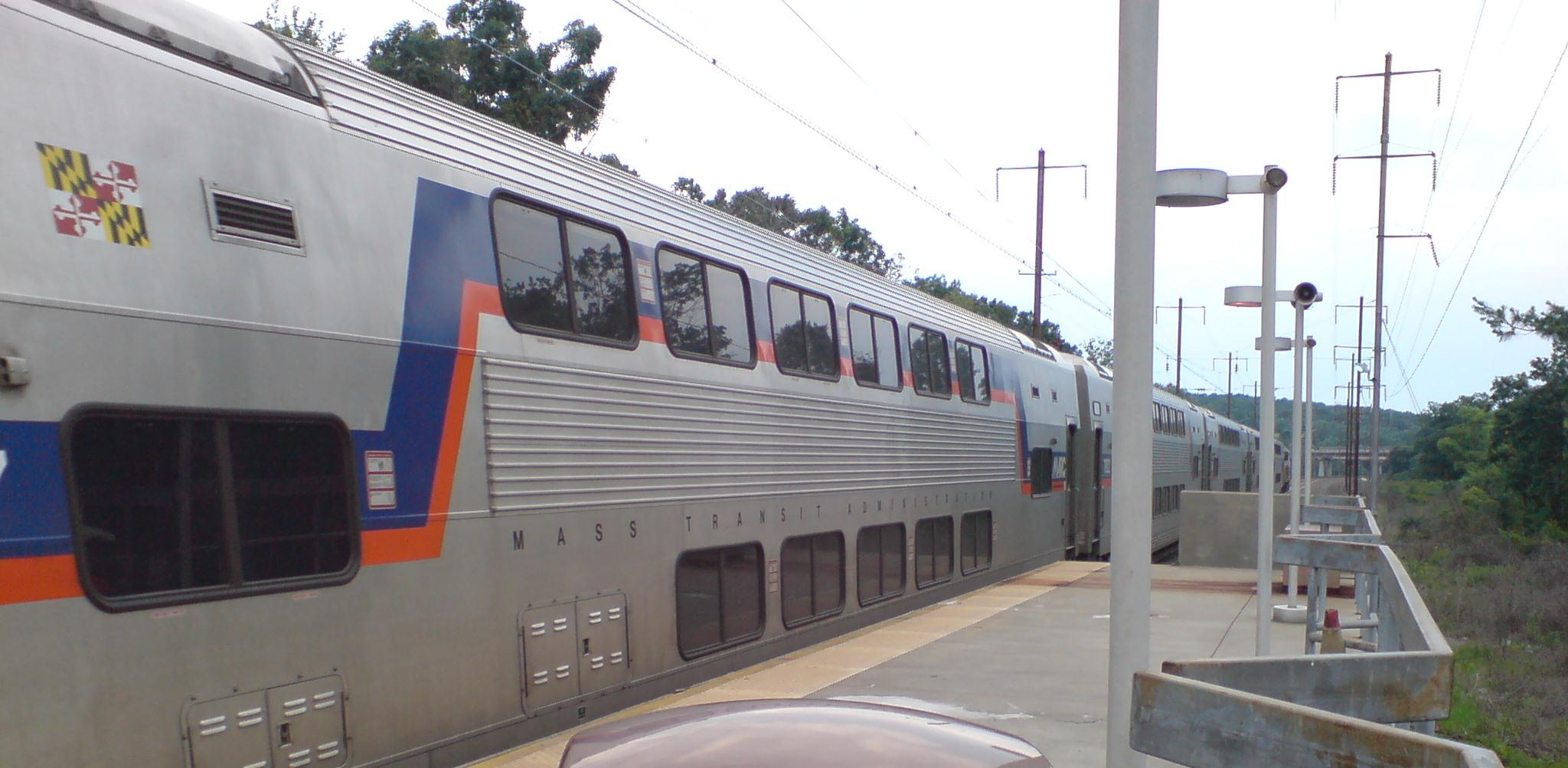
Um trem de bi-níveis Kawasaki MARC III na estação ferroviária BWI em direção a Baltimore.
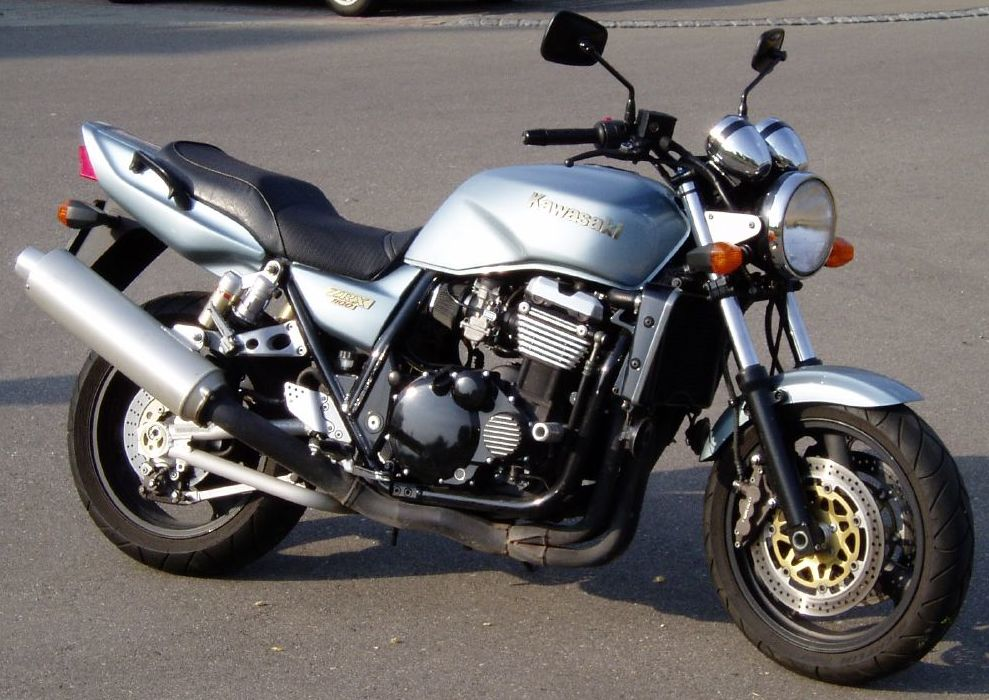
ZRX 1100
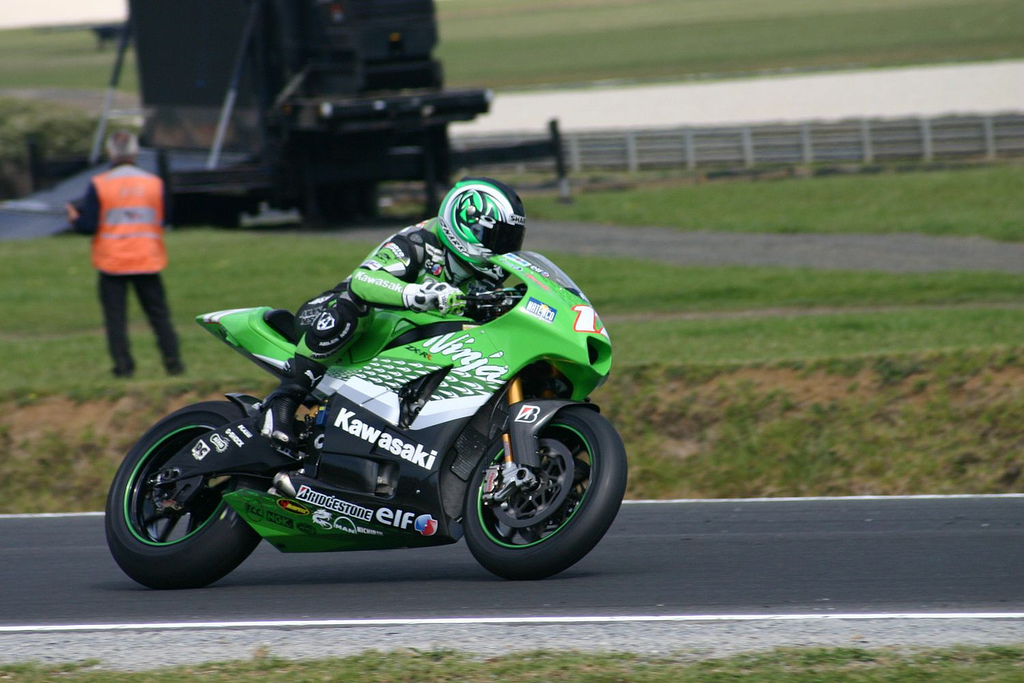
Kawasaki Ninja ZX-RR
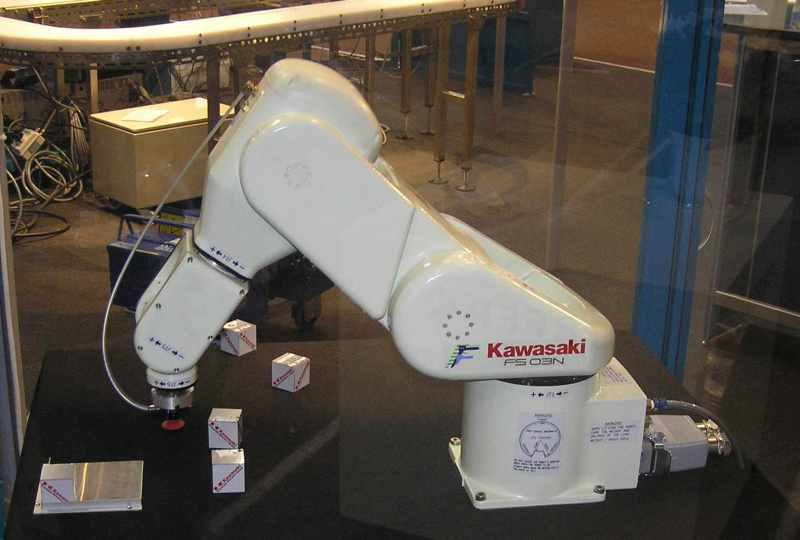
Robô industrial Kawasaki FS-03N